# Vriesea carinata
Vriesea carinata là một loài thuộc chi Vriesea. Đây là loài đặc hữu của Brasil.

## Hình ảnh

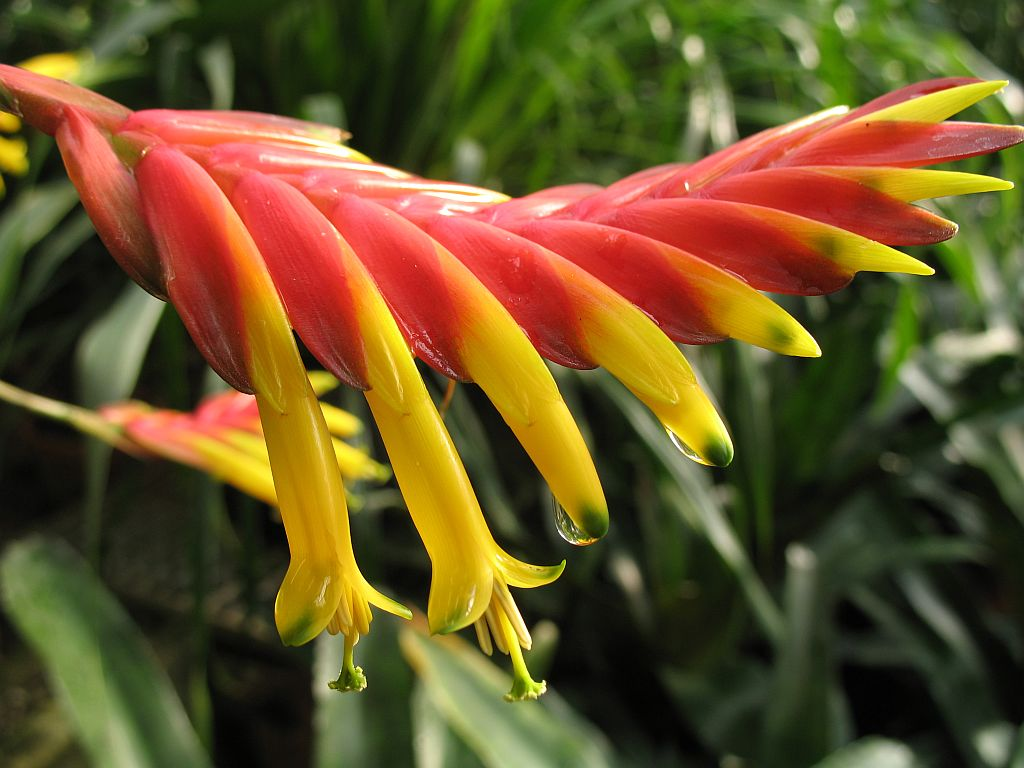
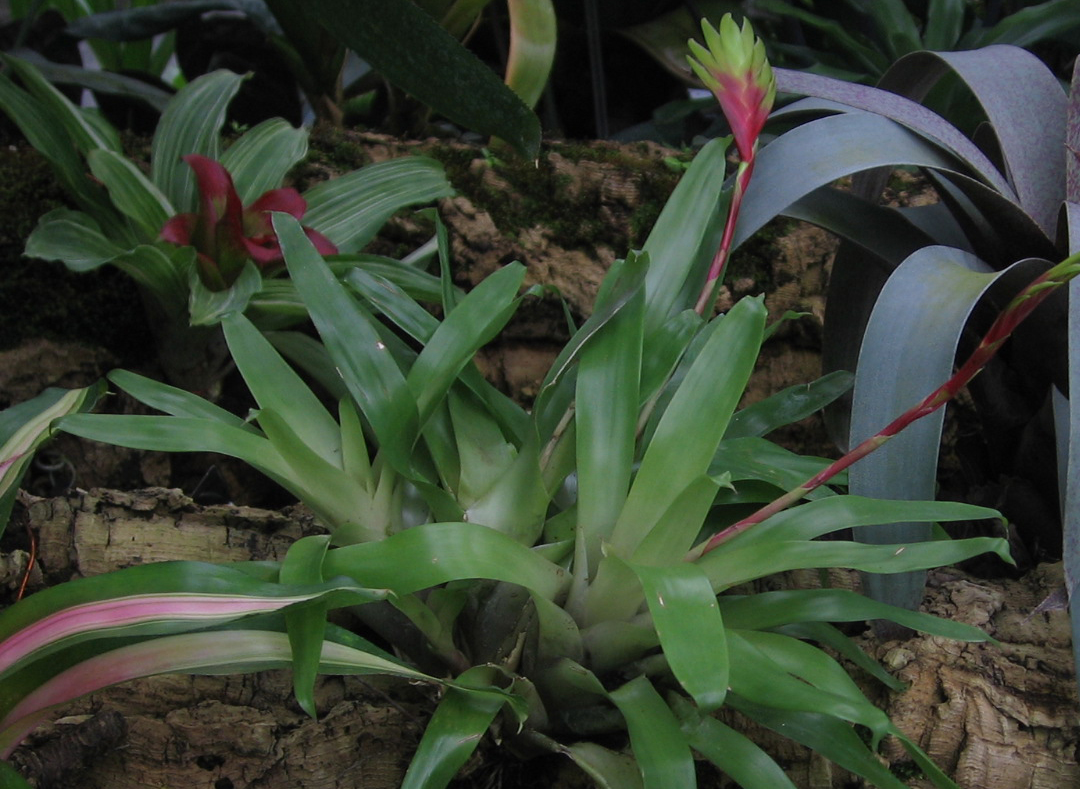
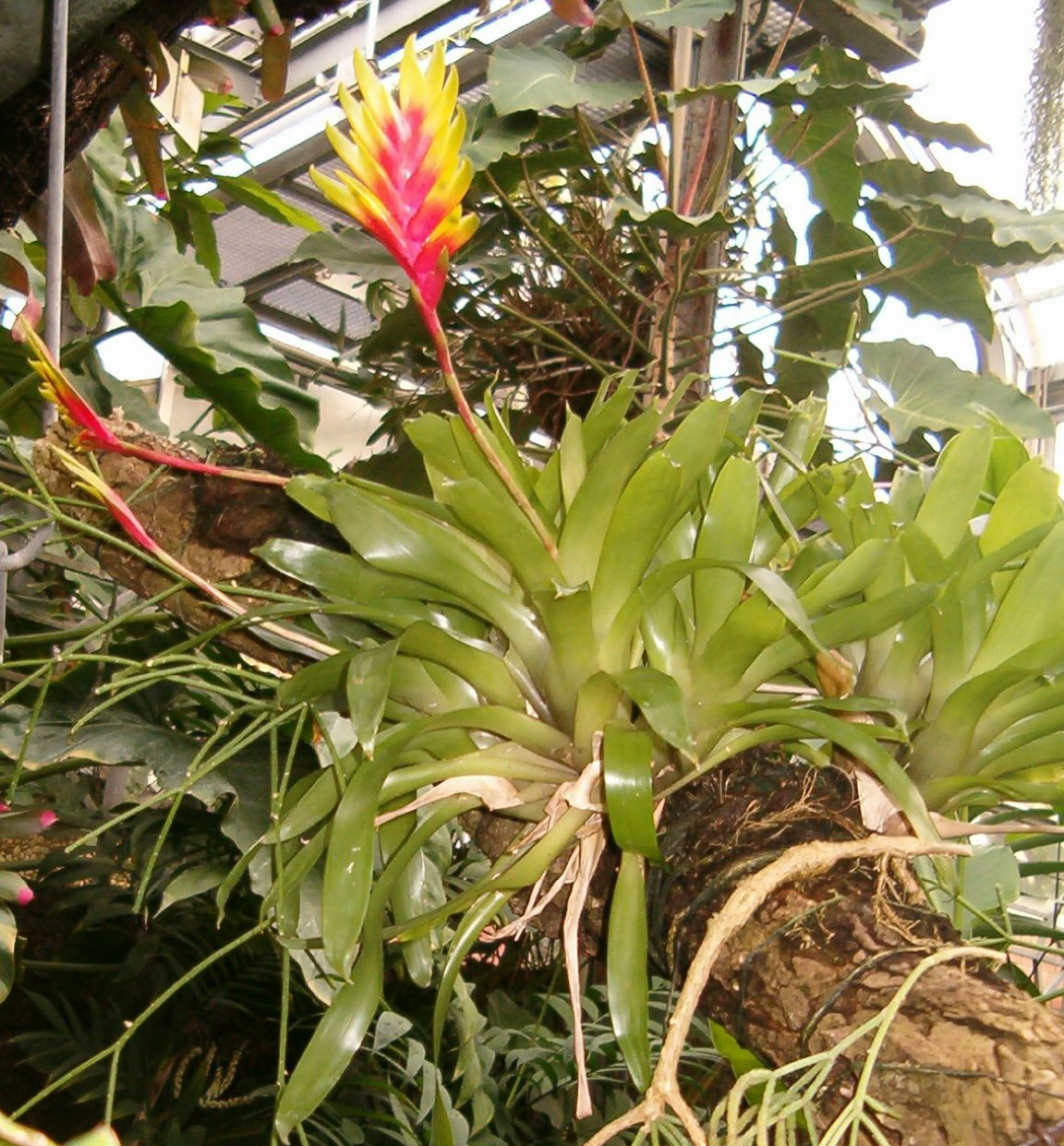
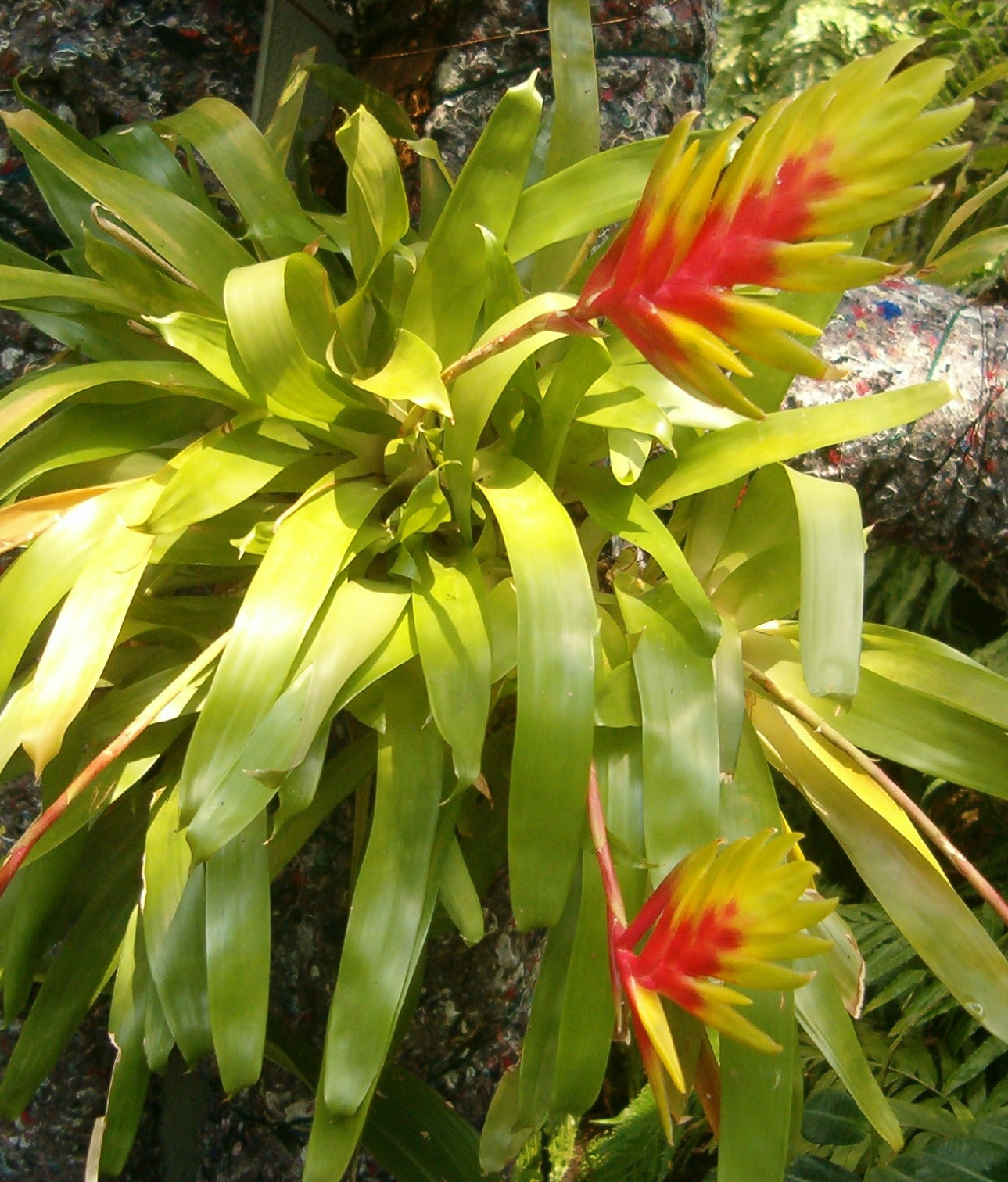

## Giống
- Vriesea 'Brachystachys-Splendens'
- Vriesea 'Cardinalis'
- Vriesea 'Christiane'
- Vriesea 'Crimson Glow'
- Vriesea 'Karamea Tipsy'
- Vriesea 'Kienastii'
- Vriesea 'Lucille'
- Vriesea 'Main Roads'
- Vriesea 'Mariae'
- Vriesea 'Marjolein'
- Vriesea 'Medio-Rosea'
- Vriesea 'Morreniana'
- Vriesea 'Nitida'
- Vriesea 'Pendant'
- Vriesea 'Pulchella'
- Vriesea 'Rose Marie'
- Vriesea 'Saffron Flame'
- Vriesea 'Serene'
- Vriesea 'Sweet One'
- Vriesea 'Tenuis'
- Vriesea 'Versaillensis'
- Vriesea 'Witte Senior'